# Wall Lake (Iowa)
Wall Lake es una ciudad ubicada en el condado de Sac en el estado estadounidense de Iowa. En el Censo de 2010 tenía una población de 819 habitantes y una densidad poblacional de 256,67 personas por km².

## Geografía
Wall Lake se encuentra ubicada en las coordenadas 42°16′2″N 95°5′34″O / 42.26722, -95.09278. Según la Oficina del Censo de los Estados Unidos, Wall Lake tiene una superficie total de 3.19 km², de la cual 3.19 km² corresponden a tierra firme y (0%) 0 km² es agua.

## Demografía
Según el censo de 2010, había 819 personas residiendo en Wall Lake. La densidad de población era de 256,67 hab./km². De los 819 habitantes, Wall Lake estaba compuesto por el 99.76% blancos, el 0% eran afroamericanos, el 0% eran amerindios, el 0.12% eran asiáticos, el 0% eran isleños del Pacífico, el 0% eran de otras razas y el 0.12% pertenecían a dos o más razas. Del total de la población el 0.12% eran hispanos o latinos de cualquier raza.